# كالفين هوارد تايلور
كالفين هوارد تايلور هو سياسي كندي، ولد في 1896.